# Ciemna strona miasta
Ciemna strona miasta (ang. Bringing Out the Dead) – amerykański dramat obyczajowy z 1999 roku na podstawie autobiograficznej książki Joego Connelly’ego.

## Obsada
- Nicolas Cage – Frank Pierce
- Patricia Arquette – Mary Burke
- John Goodman – Larry
- Ving Rhames – Marcus
- Tom Sizemore – Tom Wolls
- Marc Anthony – Noel
- Mary Beth Hurt – pielęgniarka Constance
- Cliff Curtis – Cy Coates
- Nestor Serrano – dr Hazmat

## Fabuła
Frank Pierce jest ratownikiem medycznym pracującym na nocnej zmianie w Hell’s Kitchen, podłej części Manhattanu. Cierpi na bezsenność, jest wykończony, widzi duchy i jest alkoholikiem. Nie wierzy, że jest w stanie kogokolwiek uratować, a praca jaką wykonuje bardziej przypomina mu przeprowadzanie umarłych na drugą stronę. Ciągle ma do czynienia ze śmiercią, a ludzie, którzy giną na jego rękach, umierają w najbardziej bezsensowny sposób. Przez trzy typowe noce w karetce z trzema różnymi współpracownikami: Larrym, Marcusem i Wallsem, Frank rozpaczliwie szuka odkupienia.